# Interdizione legale
L'interdizione legale, nel diritto penale italiano, è una pena accessoria disposta nei confronti di coloro che siano stati condannati all'ergastolo o alla pena della reclusione per un tempo non inferiore a cinque anni per delitto non colposo.
A seguito del provvedimento che dispone l'interdizione legale, il destinatario perde la capacità di agire; il provvedimento ha natura meramente dichiarativa al ricorrere dei presupposti di legge, non essendo prevista l'instaurazione di uno specifico procedimento.
A differenza dell'interdizione giudiziale, lo stato di incapacità che consegue alla pronuncia del provvedimento non è disposto a protezione dell'interdetto, come nel caso dell'infermo di mente, ma punitivo, per una più intensa punizione del condannato (art. 32 c.p.).
Va precisato che l'interdizione legale limita l'incapacità del soggetto ai soli atti che riguardano "la disponibilità e l'amministrazione dei beni" (art. 32 comma IV c.p.) e poiché in questo caso nel soggetto non difetta la capacità di intendere e di volere, esso può contrarre matrimonio, fare validamente testamento, riconoscere un figlio (pur se con la "sospensione dall'esercizio della potestà dei genitori, salvo che il giudice disponga altrimenti").  
Gli atti compiuti dall'interdetto legale sono annullabili e l'azione di annullamento può essere esercitata da chiunque ne abbia interesse (si tratta di un caso di legittimazione assoluta, in deroga al principio generale di legittimazione relativa per l'azione di annullamento). 
| Controllo di autorità | Thesaurus BNCF 36836 |